# Miau!
Miau! es el quinto álbum de la banda argentina Árbol. Además, es el primer y único álbum en vivo de dicha banda. El disco registra su concierto en el Estadio Obras Sanitarias el 8 de julio de 2005, que también fue editado en DVD. Este disco recorre temas de todos los álbumes editados hasta el momento por Árbol, incluido "H.C.V.", un tema que se encuentra en Jardín frenético pero no en Árbol.

## Lista de canciones
1. Trenes, Camiones Y Tractores
2. Suerte
3. Chikanoréxica
4. Prejuicios
5. De Arriba, De Abajo
6. Pequeños Sueños
7. Comida Chatarra
8. Ya Lo Sabemos
9. Canciones
10. Soylazoila
11. Enes
12. Vomitando Flores
13. Rosita
14. Jardín Frenético/H.C.V./Cosacuosa
15. Ya Me Voy
16. El Fantasma
17. Ya Se/Chapusongs
18. La Vida
19. Ji Ji Ji

- Datos: Q6012646